# Oroniscus
Oroniscus is een geslacht van pissebedden uit de familie van de Oniscidae.

## Soorten
- Oroniscus absoloni Strouhal, 1937
- Oroniscus calcivagus Verhoeff, 1908
- Oroniscus dalmaticus Strouhal, 1937
- Oroniscus dolomiticus Verhoeff, 1908
- Oroniscus helveticus (Verhoeff, 1896)
- Oroniscus hessei Verhoeff, 1936
- Oroniscus mandli Strouhal, 1958
- Oroniscus meledensis Strouhal, 1937
- Oroniscus pavani Arcangeli, 1939
- Oroniscus stentai Arcangeli, 1926